# Mysidia intima
Mysidia intima är en insektsart som beskrevs av Broomfield 1985. Mysidia intima ingår i släktet Mysidia och familjen Derbidae. Inga underarter finns listade i Catalogue of Life.